# Gilladeken
Gilladeken is een Belgisch bier van hoge gisting.
Het bier wordt sinds 2007 gebrouwen in Brouwerij De Glazen Toren te Mere in de gemeente Erpe-Mere. Het is een amberkleurig bier, type spéciale belge met een alcoholpercentage van 6%. Het bier is genoemd naar de art deco danszaal Gillade uit 1925, nu de feestzaal en het schoolrestaurant van het Lyceum Aalst.
Gilladeken kwam op 13 mei 2007 op de markt naar aanleiding van de restauratie van de zaal Gillade en is beschikbaar in flessen van 75cl. Met de opbrengst van de brouwsels worden de historische gebouwen van het Lyceum Aalst (het neogotische herenhuis Bethune, de herenhuizen Boyé, Moyersoen en Van Molle, de turnzaal uit 1884 en het voormalig Theresianenklooster) in stand gehouden. Er werd voor een "spéciale belge" gekozen omdat dit in de gloriejaren van de danszaal het gewone volksbier was: pils was toen nog een ingevoerd luxebier. Het gebruik van karamelmout  verwijst tevens naar de verloren gegane Aalsterse mouterij De Wolf-Cosyns, die om haar karamelmout bekendstond.
Canaster ·
Cuvée Angélique ·
Gilladeken ·
Jan de Lichte ·
Ondineke ·
Saison d'Erpe-Mere